# جاوشير أجرد
جاوشير أجرد (الاسم العلمي:Opopanax glabrus) هو نوع غير مؤكد من النباتات يتبع جنس الجاوشير من الفصيلة الخيمية.